# Zosterops buruensis
Zosterops buruensis là một loài chim trong họ Zosteropidae.